# Шатуновский, Валерий Леонидович
Валерий Леонидович Шатуновский (род. 1939) — советский учёный, электротехник, кандидат технических наук, доктор педагогических наук (1990), профессор (1991).

## Биография
В 1961 окончил факультет АВТФ МЭИ по специальности инженер-электрик. В 1966 защитил в МЭИ кандидатскую диссертацию на тему: «Электрическое моделирование осесимметричных систем с постоянными магнитами». В 1990 в НИИ трудового обучения и профориентации защитил докторскую диссертацию на тему: «Теория и практика разработки систем дидакто-методического обеспечения процесса обучения студентов общеинженерным дисциплинам». В январе 1988 поступил на работу в Московский нефтяной институт, профессор кафедры теоретической электротехники и электрификации нефтяной и газовой промышленности. Действительный член Академии электротехнических наук с 1995. В течение 10 лет, с 1997 до 2007, являлся депутатом муниципального собрания Гагаринского муниципального округа. Преподаёт предметы: «Элементы систем автоматики», «Компьютерная и микропроцессорная техника», «Электроника и схемотехника». Научные интересы: разработка методологических и технологических основ «электронного обучения»; совершенствование средств, форм и методов дистанционно-очной помощи студентам в их самостоятельной работе над циклом изучаемых дисциплин; разработка систем и программ микроконтроллерного управления в электроэнергетике. Организовал и руководит учебной лабораторией кафедры «Средства и системы автоматизации в электроэнергетике» (7 стендов с использованием современных промышленных микроконтроллеров ведущих производителей средств АСУ). Подготовил и применяет в учебном процессе комплекс электронных учебных пособий (в виде учебных web-сайтов), как систему помощи в самостоятельной работе студентов (дистанционно-очная форма обучения). Разработал и ведёт учебный сайт-школу по изучению основных электроэнергетических дисциплин дистанционным методом.

## Публикации
Автор более 120 печатных работ.
- Герасимов В. Г. (под ред.), Зайдель Х. Э., Коген-Далин В. В., Крымов В. В., Морозов Д. Н., Сергеев В. Г., Цепляева М. С., Шатуновский В. Л., Шнейберг Я. А. Электротехника. М.: Высшая школа, 1985.